# Aztlán 2.ª Sección el Cuy
Aztlán 2.ª Sección el Cuy es una localidad del municipio de Centro ubicado en la subregión centro del estado mexicano de Tabasco.

## Geografía
La localidad de Aztlán 2.ª Sección el Cuy se sitúa en las coordenadas geográficas 18°03′30″N 92°41′43″O / 18.058333, -92.695278, a una elevación de 10 metros sobre el nivel del mar.

## Demografía
Según el Conteo de Población y Vivienda 2020, efectuado por el Instituto Nacional de Estadística y Geografía, la localidad de Aztlán 2.ª Sección el Cuy tiene 43 habitantes, de los cuales 23 son del sexo masculino y 20 del sexo femenino. Su tasa de fecundidad es de 2.89 hijos por mujer y tiene 14 viviendas particulares habitadas.
| Gráfica de evolución demográfica de Aztlán 2.ª Sección el Cuy entre 1990 y 2020 |
|                                                                                 |
| INEGI.                                                                          |